# Тэйзел, Эрика
Э́рика Тэ́йзел (англ. Erica Tazel; род. 31 марта 1977, Даллас) — американская телевизионная актриса. Она наиболее известна благодаря роли Рейчел Брукс в сериале FX «Правосудие» (2010—2015).
Тэйзел родилась в Далласе, штат Техас, и окончила Нью-Йоркский университет. В 2000 году она дебютировала на театральной сцене и с тех пор появилась в ряде других постановок. На телевидении она дебютировала в 2001 году, с гостевой ролью в сериале «Секс в большом городе», и с тех пор появилась в таких сериалах как «Закон и порядок: Специальный корпус», «Кости», «Иерихон», «Без следа» и «Скорая помощь».
В 2007 году Тэйзел получила NAACP Image Award за исполнение главной роли в пьесе I Have Before Me a Remarkable Document Given to Me By a Young Lady From Rwanda. Вне телевидения, она имела небольшую роль в фильме 2004 года «Тайны прошлого», а десять лет спустя сыграла главную женскую роль в романтической комедии «Мистер Райт». В 2015 году она снялась с Лоррейн Туссен в фильме «Побег на остров».
В 2016 году Тэйзел снялась в мини-сериале «Корни», ремейке одноименного мини-сериала 1977 года. Она исполнила роль Матильды, которую сыграла Оливия Коул в оригинальном сериале.